# Gare de Montérolier - Buchy
La gare de Montérolier - Buchy est une gare ferroviaire française des lignes : de Saint-Roch à Darnétal-Bifurcation et de Montérolier - Buchy à Motteville. Elle est située sur le territoire de la commune de Montérolier à proximité de Buchy dans le département de la Seine-Maritime en région Normandie.
Elle est mise en service en 1867 par la Compagnie des chemins de fer du Nord.
C'est une halte voyageurs de la Société nationale des chemins de fer français (SNCF) desservie par des trains TER Normandie.

## Situation ferroviaire
Établie à 193 mètres d'altitude, la gare de Montérolier - Buchy est située au point kilométrique (PK) 89,236 de la ligne de Saint-Roch à Darnétal-Bifurcation, entre les gares ouvertes de Sommery et de Longuerue - Vieux-Manoir. Gare de bifurcation, elle est l'origine de la ligne de Montérolier - Buchy à Motteville. Elle était également l'origine de la ligne de Montérolier - Buchy à Saint-Saëns ; cette ligne d'intérêt local en cul-de-sac a été déclassée en 1953 et déferrée.
De nombreuses voies de service sont installées au sud des installations voyageurs.

## Histoire
La station de Montérolier - Buchy est mise en service le 18 avril 1867 par la Compagnie des chemins de fer du Nord, lors de l'ouverture de l'exploitation voyageurs de la ligne d'Amiens à Rouen. L'ouverture du service des marchandises a lieu le 26 avril.

La gare vers 1900
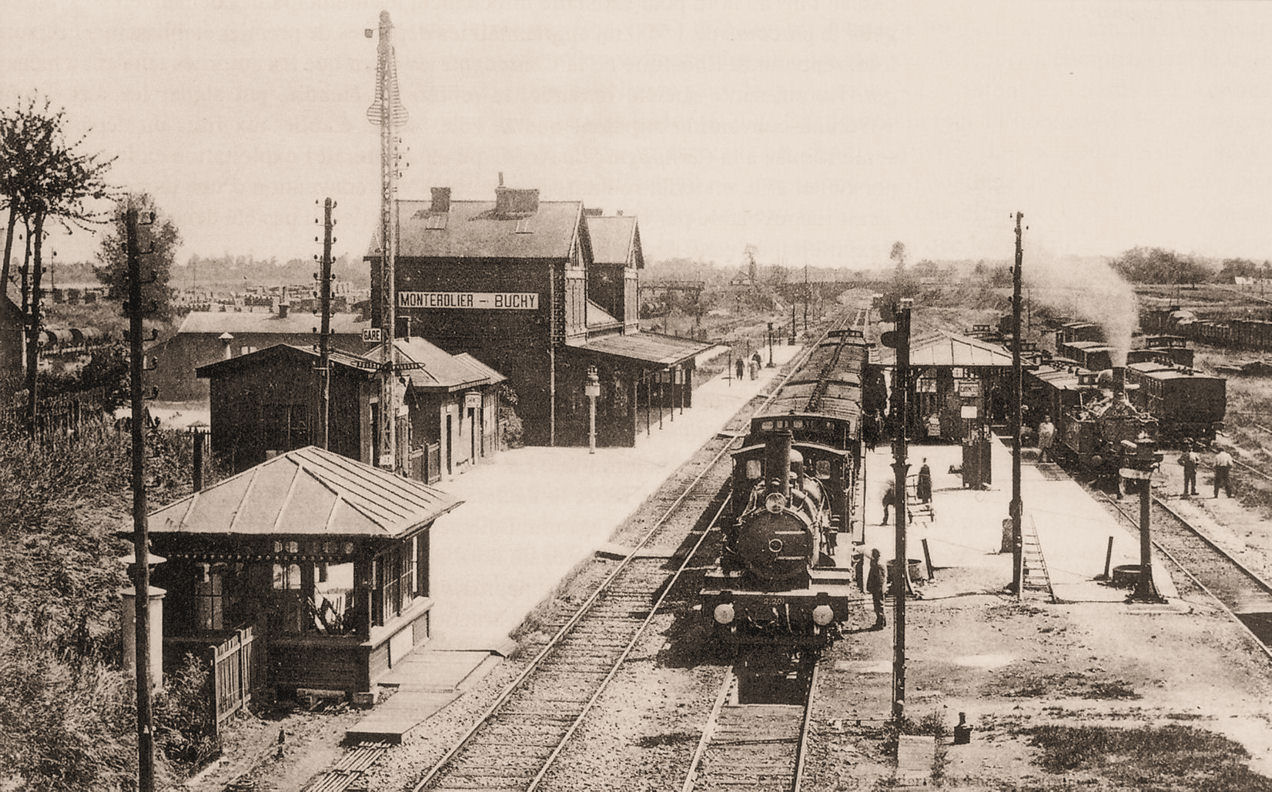
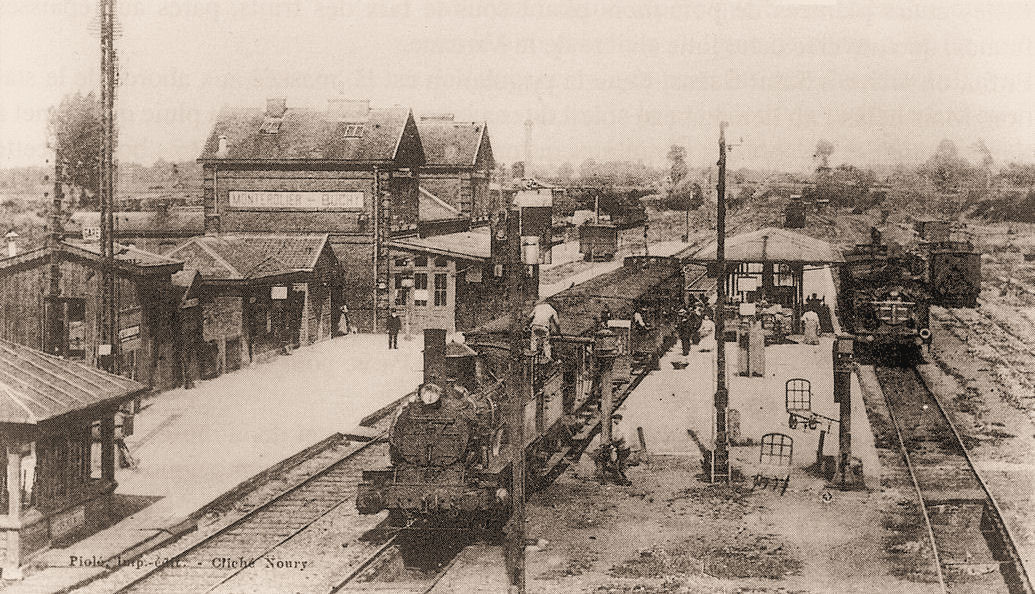

La gare fut durement bombardée pendant la Seconde Guerre mondiale, du fait qu'elle contrôlait une bifurcation et que la ligne d'Amiens à Rouen avait une grande importance pour l'armée allemande. Une plaque édifiée sur le parvis de la gare rappelle qu'un centre y fonctionna d'avril 1945 à juillet 1945 pour accueillir les déportés, les prisonniers et les requis du STO rapatriés de l'Allemagne nazie.
Le bâtiment voyageurs est fermé et l'ancienne gare est devenue un point d'arrêt sans personnel.
En 2015, SNCF estime la fréquentation annuelle à 45 982 voyageurs.

## Service des voyageurs

### Accueil
Halte SNCF, c'est un point d'arrêt non géré (PANG) à entrée libre équipé d'un automate pour l'achat de titres de transport TER et doté de deux quais desservant trois voies de passage.
Une passerelle, avec des escaliers, permet la traversée des voies et le passage d'un quai à l'autre.

### Desserte
Montérolier - Buchy est desservie par les trains TER Normandie (ligne de Rouen à Amiens et à Lille-Flandres).

### Intermodalité
Un parking pour les véhicules y est aménagé.

Galerie de photographies
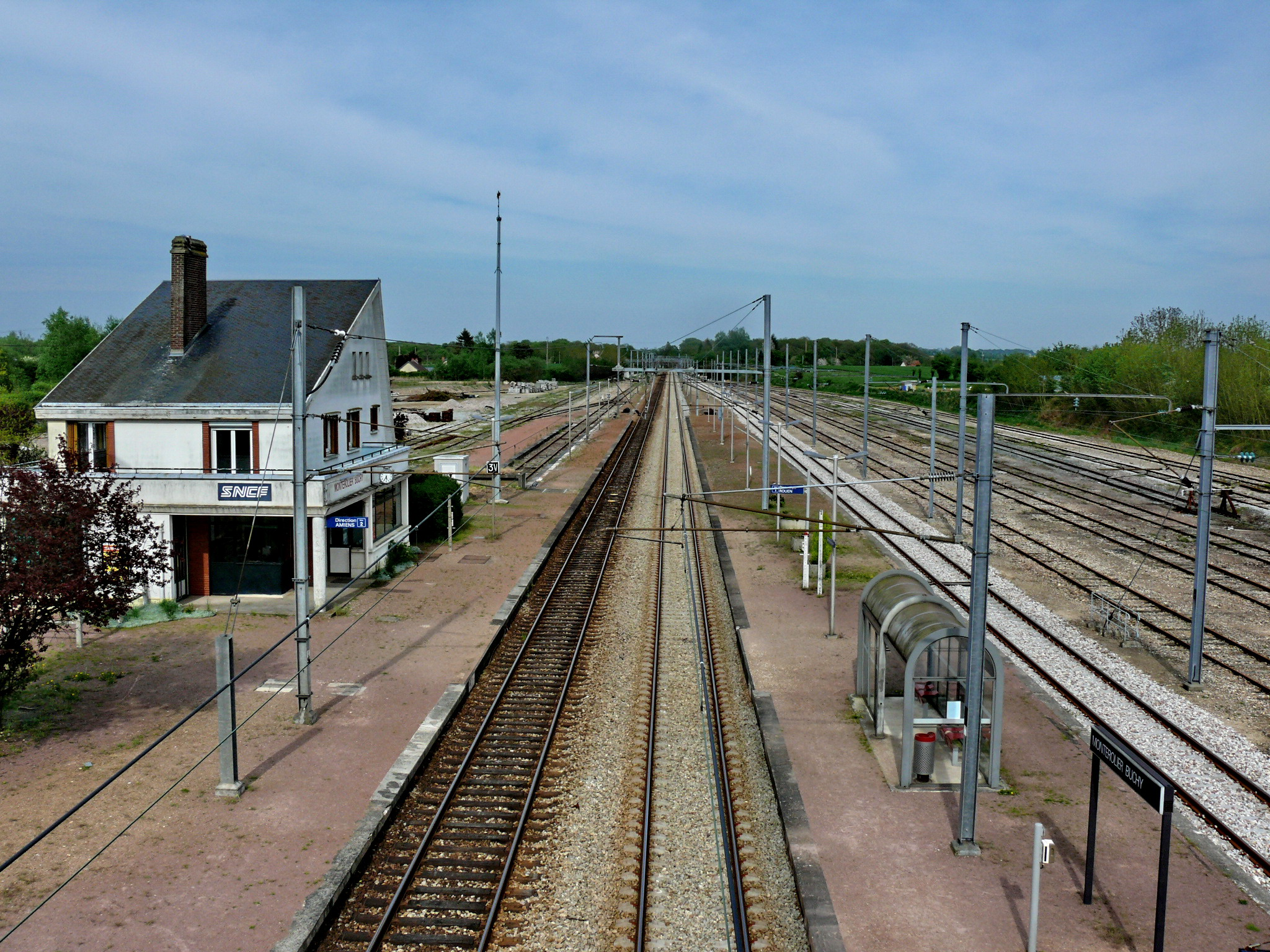
Vue d'ensemble voies, quais et ancien bâtiment voyageurs.
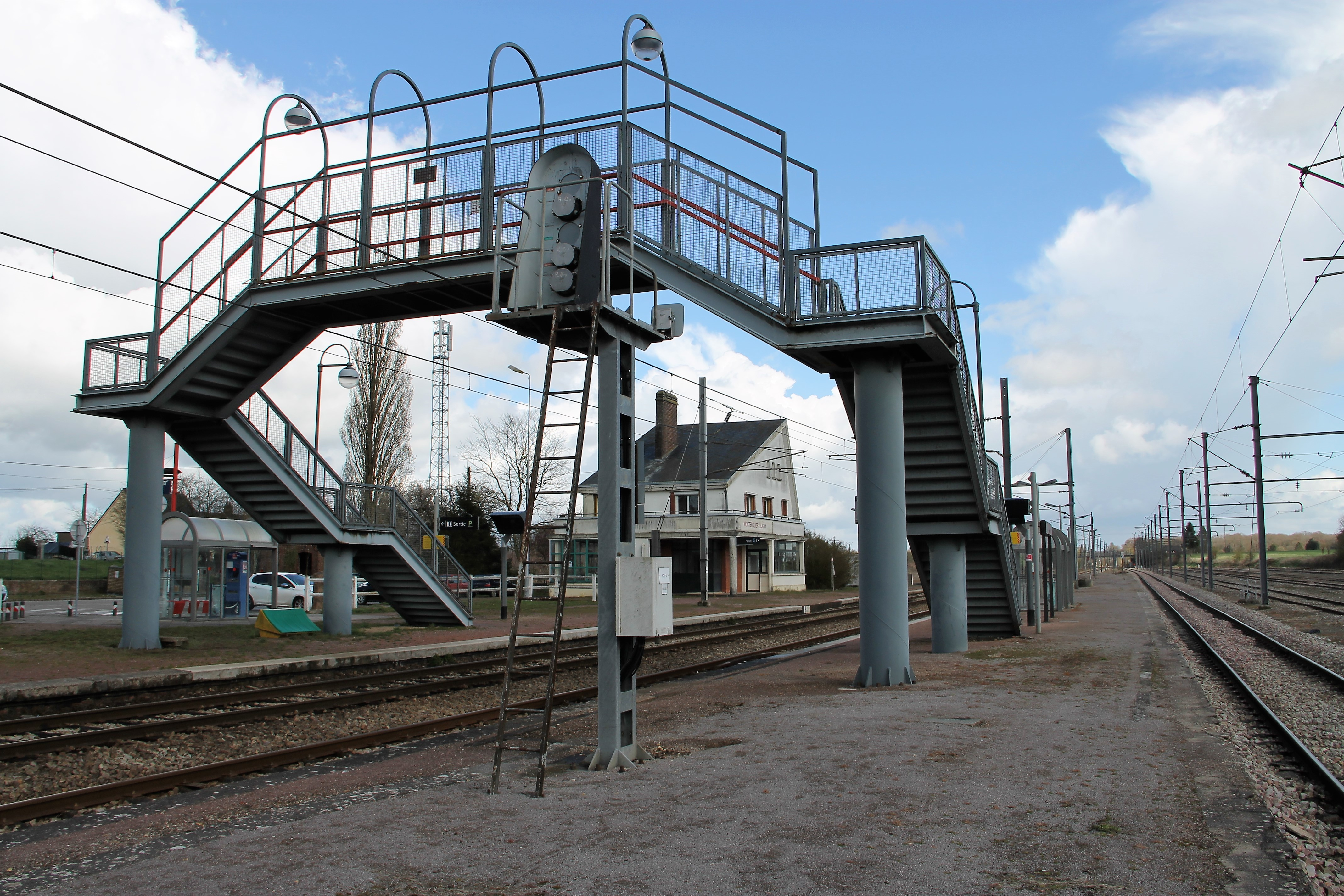
La halte et sa passerelle.
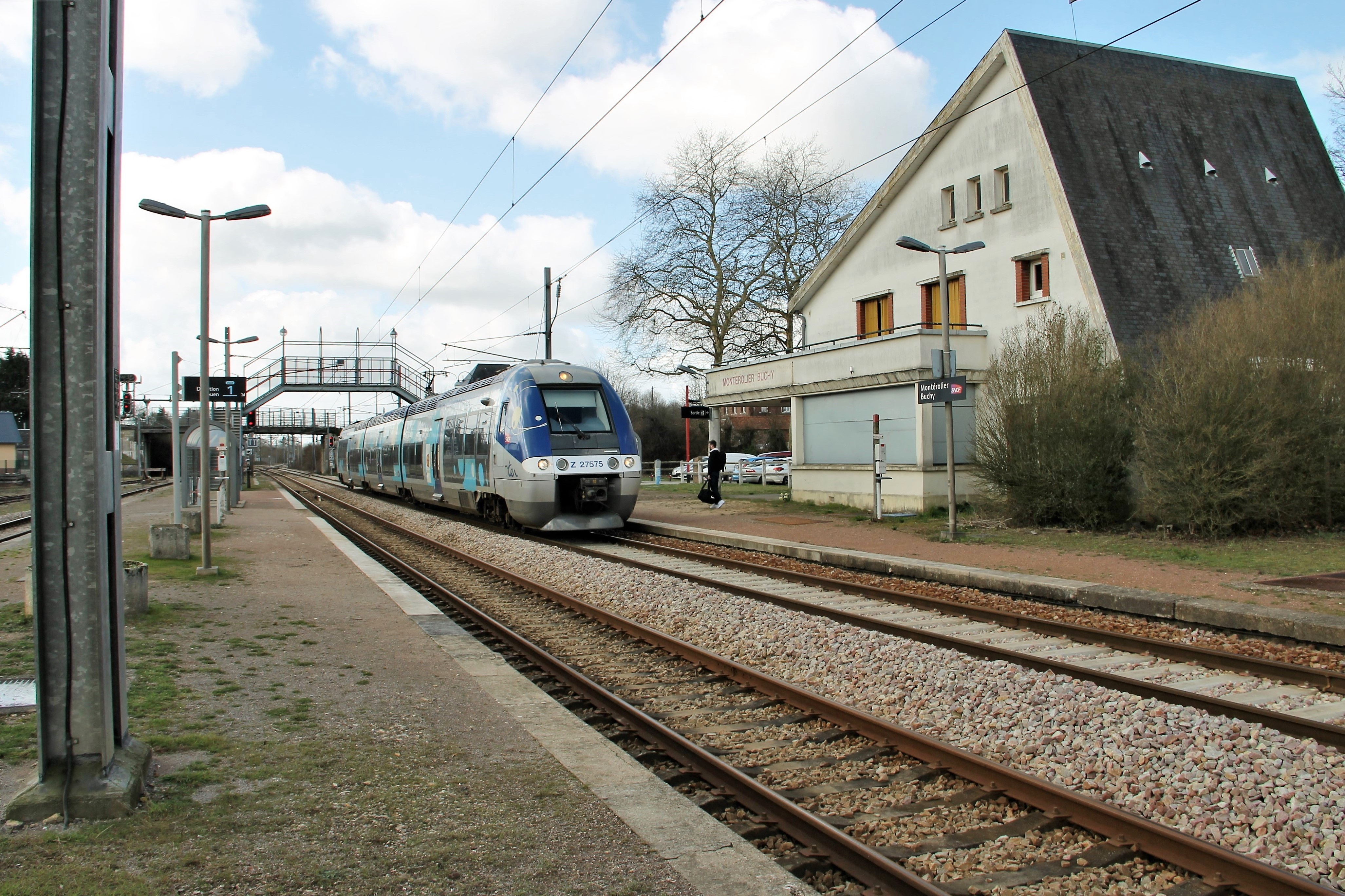
TER Rouen-Amiens.
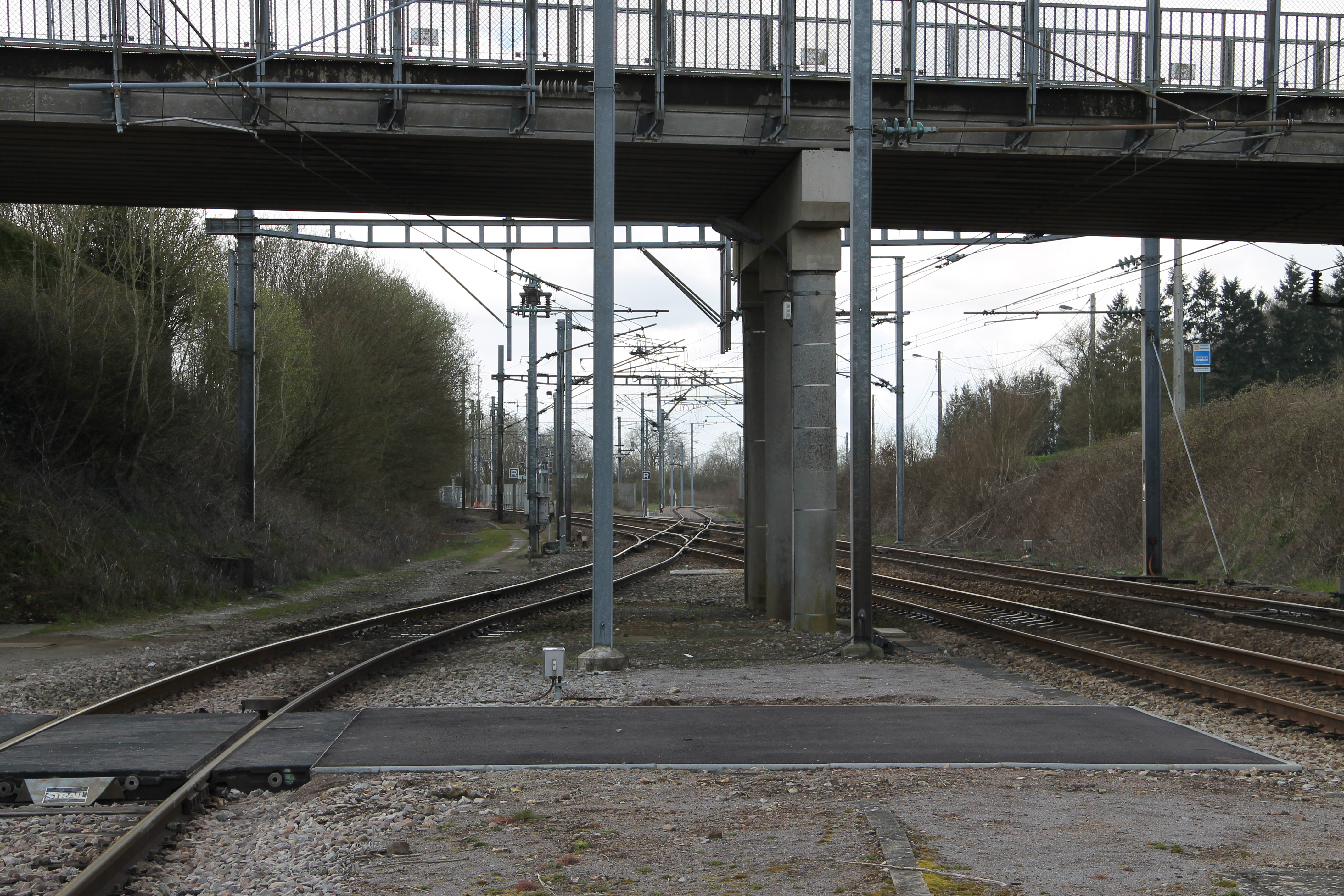
Sortie Ouest de la gare (directions Rouen à gauche et Motteville à droite).